# Хакудзосу
Хакудзосу (яп. 白蔵主) — имя кицунэ, которая притворялась монахом. Популярный в японском фольклоре сюжет. 

## Легенда
Буддийский монах Хакудзосу жил в храме Сёриндзи в Осаке. Он почитал богиню Инари и держал в храме несколько лисиц, которых использовал, чтобы предсказывать будущее.
Образ японской кицунэ «Хакудзосу» используется при создании декоративной резной скульптуры в виде оборотня-лисицы в нэцкэ, которые изготавливались в качестве амулетов. Начиная с XI века образ связывали с богиней риса Инари, которая могла не только наказать, но и оказать милость. На шнуре вместе с нэцке «Хакудзосу» также прикреплялась бусина одзимэ, как правило, изготовленная из бледно-зеленого нефрита, олицетворяющего справедливость и моральную чистоту. Также японцы считают, что нефрит может защитить от сверхъестественных сил, что усиливает значение нэцкэ «Лиса-священник».

## Пьеса кёгэн
Легенда о Хакудзосу легла в основу пьесы театра кёгэн под названием “Ловушка для лисы” (яп. 釣狐) или “Лисий лай” (яп. 吼噦). По одной из версий, однажды охотника на лис навещает его дядюшка – монах Хакудзосу. Старик читает ему проповедь о том, что животных, а в особенности лис, убивать нельзя, ибо это буддийский грех. Монах уходит, оставив племянника, который всерьез задумывается над тем, чтобы перестать охотиться. Однако в какой-то момент он слышит лай лисы, попавшейся в ловушку и понимает, что только что видел не своего дядю, а перевоплотившуюся в него хитрую лисицу, намеревавшуюся его обмануть.
Эта комическая пьеса послужила основой для сюжета гравюры Цукиоки Ёситоси «Лисий лай». На гравюре изображена сцена, когда лиса возвращается от охотника, принимая свой истинный облик. Она смотрит через плечо своей лисьей мордочкой, но на ней все еще одежда и обувь монаха. В руках она держит монашеские чётки.
В современном мире образ лисицы-оборотня, как под именем Hakuzosu, так и под иными именами, наряду с другими духами японского фольклора — сикигами, — широко используется в видеоиграх   .